# 練馬区立高松小学校
練馬区立高松小学校（ねりまくりつたかまつしょうがっこう）は、東京都練馬区高松3丁目に存在する小学校。1968年開校した。2020年度の生徒数は722人。略称は高松小(たかまつしょう)、高小(たかしょう)。年々生徒数は増加の傾向にある

## 沿革
- 1968年 - 練馬区立高松小学校として開校。練馬小学校から436名、谷原小学校から70名転入
- 1968年 -第一回入学式、始業式挙行。14学級、506名
- 1978年 - 創立10周年記念
- 1982年 - 春日小学校開校のため46名転出
- 1985年 - 光が丘第三小学校開校のため6名転出
- 1988年 - 創立20周年記念
- 1998年 - 創立30周年記念
- 2008年 - 創立40周年記念
- 2018年 - 創立50周年記念

## 委員会
- 代表委員会
- 放送委員会
- 体育委員会
- 図書委員会
- 保健委員会
- 環境委員会
- 飼育委員会
- 集会委員会
- 音楽委員会
- 給食委員会
- 広報掲示委員会

## クラブ活動
- 球技クラブ
- 自然科学クラブ
- パソコンクラブ
- 料理クラブ
- 漫画クラブ
- バスケットボールクラブ
- 手芸クラブ
- 工作クラブ
- バドミントンクラブ
- 音楽クラブ
- 卓球クラブ
- ゲームクラブ
- 映画クラブ
- ダンスクラブ

## 進学先中学校
- 練馬区立練馬中学校
- 練馬区立光が丘第二中学校
- 練馬区立谷原中学校